# Shun Nakahara
Shun Nakahara (中原俊?, Nakahara Shun; Kagoshima, 25 maggio 1951) è un regista e sceneggiatore giapponese.

## Carriera
Dopo essersi laureato alla Tokyo University, Shun Nakahara iniziò a lavorare per la Nikkatsu nell'agosto 1976, in veste di assistente alla regia. Nel 1982 esordì come regista, dirigendo per la Nikkatsu Seiko no futomomo: onna-yu komachi. Nel 1983 vinse il premio come miglior regista esordiente al Yokohama Film Festival, per Okasare shigan.
Nel 1990 diresse il film drammatico Sakura no sono, vincitore di 11 premi, tra i quali quello come miglior regista al Yokohama Film Festival. Nakahara ricevette inoltre una nomination come miglior regista agli Awards of the Japanese Academy.
Nel 1994 fondò insieme ai produttori Naoya Narita e Kosaburo Sasaoka la casa di produzione e distribuzione cinematografica Bonobo Co. Ltd.
Nel 2002 girò Tomie: Forbidden Fruit, quinto film della serie Tomie, ispirato all'omonimo manga di Junji Itō, mentre nel 2008 diresse il remake del suo pluripremiato The Cherry Orchard, intitolato The Cherry Orchard: Blossoming.

## Filmografia parziale
- Seiko no futomomo: onna-yu komachi (1982)
- Okasare shigan (1982)
- Sakura no sono (1990)
- Lie lie Lie (1994)
- Colourful (Karafuru) (2000)
- Concent (Konsento) (2001)
- Tomie: Forbidden Fruit (Tomie: Saishuu-shō - kindan no kajitsu) (2002)
- DV: Domestic Violence (DV: domesutikku baiorensu) (2005)
- The Cherry Orchard: Blossoming (Sakura no sono) (2008)